# Zohan - Tutte le donne vengono al pettine
Zohan - Tutte le donne vengono al pettine (You Don't Mess with the Zohan) è un film del 2008 diretto da Dennis Dugan, con Adam Sandler.
Nelle sale statunitensi il film è stato distribuito a partire dal 6 giugno 2008, in quelle israeliane dal 19 giugno, in quelle britanniche dal 15 agosto, mentre in quelle italiane dal 3 ottobre.

## Trama
In riposo sulle spiagge di Bat Yam, l'agente delle Forze di difesa israeliane Zohan viene richiamato in servizio per catturare il terrorista Phantom. Ma Zohan, stufo della sua vita di guerriglia, ha un sogno nel cassetto: "fare i capelli di seta morbida", come il suo idolo Paul Mitchell. Durante lo scontro con il criminale, Zohan inscena la propria morte e fugge a New York. Una volta giunto sul suolo statunitense, Zohan, assunta l'identità dell'australiano Scrappy Coco, cerca subito lavoro come parrucchiere, e grazie all'amico Uri entra nel salone di Dalia, una ragazza palestinese. Nel frattempo viene ospitato da Michael, un ragazzo insicuro a cui Zohan aveva salvato la vita, e da sua madre Gail, con cui Zohan intrattiene diversi rapporti sessuali. 
Grazie alla sua abilità nel tagliare i capelli e alle sue prestazioni sessuali, autentica gioia per le clienti, il salone ottiene un immediato successo. Sfortunatamente, Zohan viene riconosciuto dal taxista Salim, a cui tempo fa l'ex soldato rubò la capra, che cerca di eliminarlo con scarsi risultati, e alla fine si rassegna a chiedere aiuto prima chiamando il numero verde di Hezbollah, e poi lo stesso Phantom, ora gestore di una catena di ristoranti. Contemporaneamente, un affarista vorrebbe costruire un centro commerciale dove ora sorgono i due quartieri israeliano e palestinese, uno di fronte all'altro, e decide così di fomentare l'odio tra le due comunità. Durante le ultime sequenze del film lo spirito di fratellanza che nasce dalla discriminazione comune subita da israeliani e palestinesi fa sì che Zohan e Phantom, ora alleati, sconfiggano l’affarista tramite una prova canora. 
Nel finale, Dalia (che si scopre essere sorella di Phantom) si sposa con Zohan e insieme aprono un salone di bellezza, nello stesso centro commerciale dove Phantom apre un negozio di scarpe.

## Produzione
La storia è stata scritta da Adam Sandler, Judd Apatow e Robert Smigel, e la pellicola è stata prodotta dalla Happy Madison Production e distribuita da Columbia Pictures.